# Cylindrophis engkariensis
Espèce
Statut de conservation UICN

 DD  : Données insuffisantes
Cylindrophis engkariensis est une espèce de serpents de la famille des Cylindrophiidae.

## Répartition
Cette espèce est endémique du Sarawak en Malaisie orientale.

## Description
Le spécimen décrit par Stuebing mesurait 485 mm.

## Étymologie
Son nom d'espèce, composé de engkari et du suffixe latin -ensis, « qui vit dans, qui habite », lui a été donné en référence au lieu de sa découverte, la source de la rivière Engkari dans le district de Lubok Antu.

## Publication originale
- Stuebing, 1994 : A new Species of Cylindrophis (Serpentes: Cylindrophiidae) from Sarawak, Western Borneo. The Raffles Bulletin of Zoology, Singapore, vol. 42, n. 4, p. 967-973 (texte intégral).